# David Baldacci
David Baldacci (n. 5 august 1960, Richmond, SUA) este un scriitor american, autor al mai multor romane polițiste de succes. Baldacci a fost avocat timp de nouă ani în Washington, D.C., înainte de a-și începe cariera de scriitor de romane polițiste.
David Baldacci și-a publicat primul roman, Puterea absolută, în 1996, care a devenit imediat un bestseller. Cartea spune povestea unui președinte american (fictiv) și a echipei sale de servicii secrete, strâns unite, care încearcă să reducă la tăcere martorul uciderii accidentale a uneia dintre iubitele președintelui. După acest roman a fost realizat un film, Puterea Absolută (1997), cu Clint Eastwood și Gene Hackman în rolurile principale.

### Seria Sean King și Michelle Maxwell
1. Split Second (2003)
2. Hour Game (2004)
3. Simple Genius (2007)
4. First Family (2009)
5. The Sixth Man (2011)
6. King and Maxwell (2013)

### Seria The Camel Club
1. The Camel Club (2005)
2. The Collectors (2006)
3. Stone Cold (2007)
4. Divine Justice (2008)
5. Hell's Corner (2010)

### Seria A. Shaw
Shaw este un agent CIA enigmatic.
1. The Whole Truth (2008)
2. Deliver Us From  Evil (2010)

### Seria John Puller
Puller este un fost soldat american, devenit investigator.
1. Zero Day (2011)
2. The Forgotten (2012)
3. The Escape (2014)
4. No Man's Land (2016)
5. Daylight (2020)

### Seria Will Robie
Robie este un asasin plătit.
1. The Innocent (2012)
2. The Hit (2013)
3. The Target (2014)
4. The Guilty (2015)
5. End Game (2017)

### Seria Amos Decker
Decker este un fost detectiv de poliția devenit consultant FBI.
1. Memory Man (2015)
2. The Last Mile (2016)
3. The Fix (2017)
4. The Fallen (2018)
5. Redemption (2019)
6. Walk The Wire (2020)
7. Long Shadows (2022)[7]

### Seria Atlee Pine
Un agent FBI în căutarea surorii sale răpite.
1. Long Road to Mercy (2018)
2. A Minute to Midnight (2019)
3. Daylight (2020)
4. Mercy (2021)[8]

### Seria Aloysius Archer
1. One Good Deed (2019)
2. A Gambling Man (2021)
3. Dream Town (2022)[9]

### Seria Travis Devine
1. The 6:20 Man (2022)[10]
2. The Edge (2023)[11]
3. To Die For (2024)[12]

### Seria Mickey Gibson
1. Simply Lies (2023)[13]

### Romane de sine stătătoare
- Absolute Power (1996)
- Total Control (1997)
- The Winner (1998)
- The Simple Truth (1998)
- Saving Faith (1999)
- Wish You Well (2001)
- Last Man Standing (2001)
- The Christmas Train (2003)
- True Blue (2009)
- One Summer (2011)
- A Calamity of Souls (2024)[14]
- Strangers in Time (2025) [15]

### Nuvele și povestiri
- Waiting for Santa (povestire) (2002)
- No Time Left (povestire) (2012)
- Bullseye (povestire) Will Robie / Camel Club (2014)
- The Mighty Johns sau The Final Play (nuvelă) (2021)[16]

### Pentru cititori tineri

#### Seria Freddy and the French Fries
1. Freddy and the French Fries: Fries Alive! (Little, Brown and Company, 2005)
2. Freddy and the French Fries: The Mystery of Silas Finklebean (Little, Brown and Company, 2006)

#### Seria The 39 Clues
- The 39 Clues#Book 6: Day of Doom (Scholastic Publishing, 2013)

#### Seria Vega Jane
1. The Finisher (Scholastic Press, 2014), published in the U.K. as The Secrets of Sorcery
2. The Keeper (Scholastic Press, 2015), published in the U.K. as The Maze of Monsters
3. The Width of the World (Scholastic Press, 2017), published in the U.K. as The Rebels' Revolt
4. The Stars Below (Scholastic Press, 2019), published in the U.K. as The End of Time

## Adaptări
- Absolute Power (film din 1997), cu Clint Eastwood, Gene Hackman și Ed Harris
- King & Maxwell (serial din 2013), cu Jon Tenney și Rebecca Romijn
- Wish You Well (film din 2013), cu Mackenzie Foy, Josh Lucas și Ellen Burstyn
- The Christmas Train (film din 2017), cu Dermot Mulroney, Kimberly Williams-Paisley, Danny Glover și Joan Cusack
- One Summer (film din 2021), cu Sam Page, Sarah Drew și Amanda Schull